# ジョー・ホールドマン
ジョー・ホールドマン（Joe William Haldeman、1943年6月9日 - ）は、アメリカ合衆国の小説家、SF作家。アーネスト・ヘミングウェイの研究家でもある。別名ロバート・グレアム。

## 経歴
1943年6月9日、オクラホマ・シティで生まれた。子供のころは家族と共にプエルトリコ、ニューオーリンズ、ワシントンD.C.、メリーランド州ベセスダ、アンカレッジと転々とした。1965年、結婚。メリーランド大学カレッジパーク校で物理学、天文学を学び1967年卒業。同年、徴兵によりアメリカ陸軍に入隊し、ベトナム戦争に赴き、戦場で重傷を負う。この経験が処女長編 War Year（1972年）を生み出す元となった。1975年、アイオワ大学で文学修士号を取得。現在はフロリダ州ゲインズビルとマサチューセッツ州ケンブリッジに家を持ち、MITで創作を教えている。作家だけでなく画家としての一面も持つ。2009年と2010年にすい臓炎で入院している。

## 作品
代表作『終りなき戦い』（1975年）はベトナムでの経験に着想を得たもので、ヒューゴー賞とネビュラ賞を受賞した。その後、彼はこれをシリーズ化した。また、1960年代のテレビ番組『スタートレック』の世界に基づいたオリジナル長編を2作書いている。2008年10月、20世紀フォックスはリドリー・スコット監督で『終りなき戦い』を映画化することを発表した。
ホールドマンはハリウッド映画の脚本を書いたことがある。『ロボ・ジョックス』という低予算SF映画で1990年に公開された。これについて当人は「生まれたときはしっかりしていたのに脳に障害を負ってしまった子供のようなもの」と評した。
アメリカSFファンタジー作家協会 (SFWA) の会員であり、会長を務めたこともある。2010年、デーモン・ナイト記念グランド・マスター賞をSFWAから授与された。
兄ジャック・C・ホールドマン（en、1941年-2002年）もSF作家で、スタートレックの小説などを書いていた。

## 作品リスト

### 長編
- 終りなき戦い (The Forever War, 1974) - 1975年ネビュラ賞、1976年ヒューゴー賞、ローカス賞受賞
- マインドブリッジ (Mindbridge, 1976)
- さらば、ふるさとの惑星 (Worlds, 1981)
- ヘミングウェイごっこ (The Hemingway Hoax, 1990) - 1990年ネビュラ賞、1991年ヒューゴー賞受賞
- 終わりなき平和 (Forever Peace, 1997) - 1998年ヒューゴー賞、ジョン・W・キャンベル記念賞受賞
- 擬態 - カムフラージュ (Camouflage, 2004) - ネビュラ賞、ジェイムズ・ティプトリー・ジュニア賞受賞

#### 「スタートレック」シリーズ
- スター・トレック 新宇宙大作戦 (Planet of Judgement, 1977)
- 閉鎖世界チャタリア (World without End, 1979)

### アンソロジー
- SF戦争10のスタイル (Study War No More, 1977)

### 短編
- 三百年祭 (Tricentennial, 1977) - ヒューゴー賞受賞
- 死者登録 (Graves, 1993) - ネビュラ賞、世界幻想文学大賞受賞
- 愛は盲目 (None So Blind, 1995) - ヒューゴー賞受賞

他に短編多数。